# Cayuga (Indiana)
Cayuga – miasto w Stanach Zjednoczonych, w stanie Indiana, w hrabstwie Vermillion.